# Tamsica floricolens
Tamsica floricolans là một loài bướm đêm thuộc họ Crambidae. Nó là loài đặc hữu của Oahu, Molokai và Lanai.